# اوماس
تولولوپه "جردن" اومگباهن (به انگلیسی: Tolulope "Jordan" Omogbehin) (متولد ۱۶ مه ۱۹۹۷) یک کشتی‌گیر حرفه‌ای نیجریه ای-آمریکایی و بازیکن سابق بسکتبال کالج است که در حال حاضر با نام مستعار اوموس یا اوماس با wwe قرارداد امضا کرده‌است، حضور وی در بسکتبال دانشگاهی از ۲۰۰۴ تا ۲۰۱۵ طول کشید. وی برای دانشگاه فلوریدا جنوبی و دانشگاه ایالتی مورگان بازی کرد. اومگباهن از ژانویه ۲۰۱۹ با WWE قرارداد دارد. وی در سال ۲۰۲۰ به عنوان مجری و محافظ ای جی استایلز در WWE حضور داشت و از سال ۲۰۲۱ مسابقات خود را در رینگ شوهای راو و اسمکداون شروع کرد. سلطان قد اوماس او با قد ۲/۲۱ بلندترین سوپراستار WWE در ۲۵ سال اخیر به حساب می‌آید. فینیشر اصلی او دوباهن چوک اسلم است که جزء فینیشرهای دردناک و خطرناک به حساب می‌آید. اوماس غول نیجریه ای با توجه به قد و هیکل و قدرت فوق‌العاده ای که دارد اغلب کشتی گیران از او حساب می‌برند، همچنین صدای وحشتناکی هم دارد. در سال ۲۰۲۳ قبل از مسابقه با براک لزنر دو بار با هم درگیر شدن که هر دو بار براک لزنر پس از پرت شدن به بیرون از رینگ از ترس اوماس به رینگ برنگشت تا به امروز هیچ‌کدام از غول‌های کشتی کج نتوانستند مثل اوماس با یک دست به راحتی براک لزنر را به بیرون از رینگ پرت کند. از مسابقات معروف اوماس می‌توان به مسابقه با براون استرومن، بابی لشلی، براک لزنر، درو مکینتایر، مت ریدل، رندی اورتون، ست رالینز اشاره کرد.